# Юным тулякам-оружейникам
«Юным тулякам-оружейникам» — памятник в Туле в составе мемориального комплекса «Подвиг трудовой» перед зданием «Туламашзавода» на улице Мосина. Открыт 5 декабря 2018 года.

## История
Памятник «Юным тулякам-оружейникам» стал результатом совместных усилий Фонда развития Тульской области «Перспектива» и «Туламашзавода». Изготовление монумента осуществлялось в цехах предприятия и на его средства.
Автор памятника — член Союза художников России скульптор Ю. А. Уваркин. На создание монумента ушло четыре месяца. Помимо избранного, скульптором было подготовлено несколько других эскизов будущего памятника: просто токарный станок; композиция ребят, уходивших на фронт; группа малышей, держащих в руках рабочие детали. По словам Уваркина, моделей у него не было; представленная композиция является собирательным образом «детей войны». В ходе работы над монументом скульптор изучил большое количество фотографий и фрагментов кинохроники периода Великой Отечественной войны.
Торжественная церемония открытия памятника состоялась 5 декабря 2018 года и была приурочена к 77-й годовщине обороны Тулы. В церемонии приняли участие губернатор Тульской области А. Дюмин, председатель Тульской областной Думы С. Харитонов, генеральный директор АО «АК „Туламашзавод“» Е. Дронов, главный федеральный инспектор по Тульской области А. Симонов, заместитель председателя Тульской областной Думы, руководитель регионального отделения Общероссийской общественной организации «Дети войны» А. Лебедев и другие. Глава Муниципального образования «Город Тула» Ю. И. Цкипури отметил: «В Тульской области проживает порядка 20 тысяч человек, которые в годы войны, будучи мальчишками и девчонками, встали к станкам на оборонных предприятиях Тулы. Это труженики тыла, которые потом и кровью приближали Великую Победу. Именно в их честь создана скульптура».
Памятник стал частью мемориального комплекса «Подвиг трудовой». Рядом установлен памятный знак «Туламашзавод в годы Великой Отечественной войны 1941—1945 годов».

## Описание
Памятник «Юным тулякам-оружейникам» изображает девочку и мальчика за работой у слесарного стола. К слесарному столу вертикально прислонены три противотанковых ружья и два ствола пулемёта Максима. На пьедестале — бронзовая плита с надписью «Юным тулякам-оружейникам, трудившимся на оборонных предприятиях города Тулы во время Великой Отечественной войны 1941—1945 годов». Скульптурная композиция изготовлена из бронзы. Постамент облицован гранитными плитами.